# Крістіан Ройтер
Крі́стіан Ро́йтер (нім. Christian Reuter; 1665 — приблизно 1712) — німецький письменник, драматург, сатирик.

## З біографії
Вивчав у Лейпцигу богослов'я, потім юриспруденцію; водночас писав сатиричні комедії, теми яких він брав із життя одного лейпцизького сімейства; за скаргою цієї родини він, як пасквілянт, був вигнаний із міста. Потім Ройтер перебував на приватній службі в Дрездені, а в 1703—1712 рр. мешкав у Берліні, де писав п'єси для придворних парадних спектаклів; про його подальше життя відомостей не збереглося.

## Творчість
Твори Ройтера відзначаються дотепністю та вмінням зображати характери. У комедії «Чесна жінка з Пліссіни» («Die ehrliche Frau zu Plissine», 1695) вперше з'являється герой його головного твору, Шельмуфські, який повернувся додому з небезпечних подорожей. Тут Ройтер із великим успіхом переніс на німецький ґрунт п'єсу Мольєра «Смішні манірниці». До першого видання цієї комедії Ройтер додав дві арлекінади, пристосовані для співу; вони тривалий час мали великий успіх на німецьких сценах. Нове видання комедії та арлекінад було надруковане Еллінгером (Галле, 1890). Головний твір Ройтера — роман «Шельмуфскі» («Schelmuffsky»), герой якого оповідає про свої вигадані подорожі, сповнені небезпечних пригод. У своїх намаганнях викликати повагу до себе, Шельмуфскі мимоволі виявляє себе дурнем і вульгарним шахраєм. Цей роман з'явився у двох обробках: короткій (1696) та розоширеній (1696—1697) і зазнав безліч перевидань (Франкфурт та Лейпциг, 1750 та ін.) та нових обробок. Обидва початкові тексти передруковані в Галле в 1885 р. У своїй комедії «Граф Еренфрід» («Graf Ehrenfried») Ройтер зобразив аристократа, який, для виправлення свого життя, переходить у католицтво. Також збереглися берлінські п'єси Ройтера (видані Еллінгером, Берлін, 1888).
Фрідріх Царнке перший довів приналежність перу Ройтера роману, автор якого раніше був невідомий); Gehmlich, «Christian Reuter» (Лейпциг, 1891).